# مقاطعة دولاخا
مقاطعة دولاخا هي مدينة من مدن نيبال. يبلغ عدد سكانها 186,557 نسمة وذلك حسب إحصائيات سنة 2011. تبلغ مساحتها 2191 كم².